# Die Frau am Strand
Die Frau am Strand (Originaltitel: The Woman on the Beach) ist ein in Schwarzweiß gedrehtes US-amerikanisches Filmdrama und ein Film noir von Jean Renoir aus dem Jahre 1947. Er entstand nach dem Roman None So Blind von Mitchell Wilson.

## Handlung
Scott Burnett, Leutnant im Dienst der Küstenwache, ist seit dem Untergang des Schiffes, auf dem er während des Krieges diente, traumatisiert. Bei einem Ausritt am Strand begegnet er der mysteriösen Peggy Butler, die sich regelmäßig zu einem Schiffswrack am Strand zurückzieht, um allein zu sein. Ihr Mann, der einst erfolgreiche Maler Tod Butler, mit dem sie eine Hassliebe verbindet, ist erblindet. Scott verfällt Peggy und löst seine Verlobung mit Eve auf. Später erfährt er, dass Peggy Tod während einer ihrer vielen Auseinandersetzungen verletzte und so seine Erblindung verschuldete. Bald ist Scott besessen von dem Gedanken, Peggy aus ihrer in seinen Augen unglücklichen Beziehung herauszureißen. Überzeugt, dass Tod seine Erblindung nur vortäuscht, dirigiert Scott ihn vorsätzlich zu den Klippen am Strand. Tod stürzt hinunter, überlebt aber und ist sogar bereit, Scott zu verzeihen. Scott und Peggy setzen ihre Affäre fort. Während eines Sturms nimmt Scott Tod zu einer Bootsfahrt mit und schlägt auf hoher See das Boot leck, um Tod zu zwingen, Peggy freizugeben. Die Küstenwache rettet die beiden Männer aus ihrer lebensgefährlichen Lage. Tod zündet seine früher geschaffenen Gemälde an, mit deren Verkauf Peggy ihre finanzielle Zukunft abzusichern hoffte. Peggy entscheidet sich dennoch für ihren Ehemann und verlässt gemeinsam mit ihm den Schauplatz. Scott geht allein davon.

## Hintergrund
Hauptdarstellerin Joan Bennett machte Renoir auf den Stoff aufmerksam, den zunächst Val Lewton für RKO Pictures produzieren sollte, dieser wandte sich aber anderen Projekten zu. Jack J. Gross fungierte als Executive Producer, Will Price als Associate Producer. Renoir, der „praktisch zum eigenen Produzent wurde“ und volle künstlerische Freiheit beim Drehen genoss, faszinierte die „Liebesgeschichte, deren Protagonisten sich rein körperlich zueinander hingezogen fühlten, ohne dass sich Gefühle hineinmischten“. Nach katastrophalen Previews entschied der Regisseur, den Film um rund ein Drittel zu kürzen und Szenen neu zu drehen. Diese betrafen vor allem Szenen zwischen Bennett und Robert Ryan. Das Ergebnis war „ein Film, der seinen Daseinszweck verloren hatte. […] Ich hatte mich zu sehr von den Previews beeinflussen lassen […] Ich war dem Publikumsgeschmack zu weit voraus gewesen.“ (Renoir) Die Frau am Strand war Renoirs letzter amerikanischer Film.
Die Frau am Strand wurde im Juni 1947 in den USA uraufgeführt und war ein finanzieller Misserfolg. In Deutschland lief der Film nicht in den Kinos, sondern wurde am 7. Juni 1969 erstmals im Fernsehen gezeigt.
Die Zugehörigkeit des Films zum Film-noir-Kanon ist umstritten. Die Filmhistoriker Alain Silver und Elizabeth Ward sowie James Naremore führen ihn nicht in ihren Studien zum Film noir. Dagegen fand er Aufnahme in den Büchern von Foster Hirsch, Geoff Mayer und Andrew Spicer.

## Kritik
Die Frau am Strand wurde bei Filmstart wie auch in späteren Jahren gemischt aufgenommen. Variety sprach von einem „weiteren originellen Produkt der beeindruckenden Vorstellungskraft Jean Renoirs“, dessen kommerzielles Potenzial jedoch aufgrund seiner „verstörenden Andersartigkeit“ begrenzt sein und ein „Tohuwabohu kollidierender Kritikermeinungen“ auslösen dürfte. Der New York Herald Tribune kritisierte den Film als „schwülstiges Drama“, das das Publikum verwirre.
Während Tom Milne vom Time Out Film Guide rückblickend die „großartigen darstellerischen Leistungen“ und „wunderbare Verwendung von endzeitartigen Kulissen“ lobte, entdeckte Leonard Maltin lediglich ein „überhitztes Melodram“ voller „lachhafter Dialoge und Vorschlaghammer-Musik“. Das Lexikon des internationalen Films sah den Film in seiner gekürzten Endfassung „zu einer aufdringlichen Kolportage verstümmelt“.